# Ескадрені міноносці типу «Украйна»
Ескадрені міноносці типу «Украйна» — тип ескадрених міноносців, що будувалися в 1904—1906 роках для Російського Імператорського флоту на судноверфі фірми «Ланге і син» в Ризі. До 10 жовтня 1907 року класифікувалися як мінні крейсери. Всього було побудовано 8 кораблів цього типу.

## Будівництво
Вісім мінних крейсерів типу «Украйна» були побудовані Штеттинським машинобудівним Акціонерним товариством «Вулкан», під наглядом конструкторів і спостерігачів заводу і частиною його робочих в Ризі, куди були відправлені Штеттинською верф'ю «Вулкан» механізми, котли і багато іншого.
Заводу в Росії, який формально здійснював будівництво, залишалося лише дати замовлення на матеріали для корпусу, вміло зібрати його і змонтувати доставлені з Німеччини механізми. Слабка технічна оснащеність заводу Ланге, зрив термінів постачань замовленої на південних заводах сталі, посилення страйкового руху затримали термін готовності кожного з перших трьох міноносців на два місяці. Відправлення їх з першим ешелоном третьої Тихоокеанської ескадри не відбулося. Лише головний «Украйна», перебуваючи ще в 12 000 миль від місця Цусімського бою, змогла до дня цієї події провести випробування.

## Конструкція

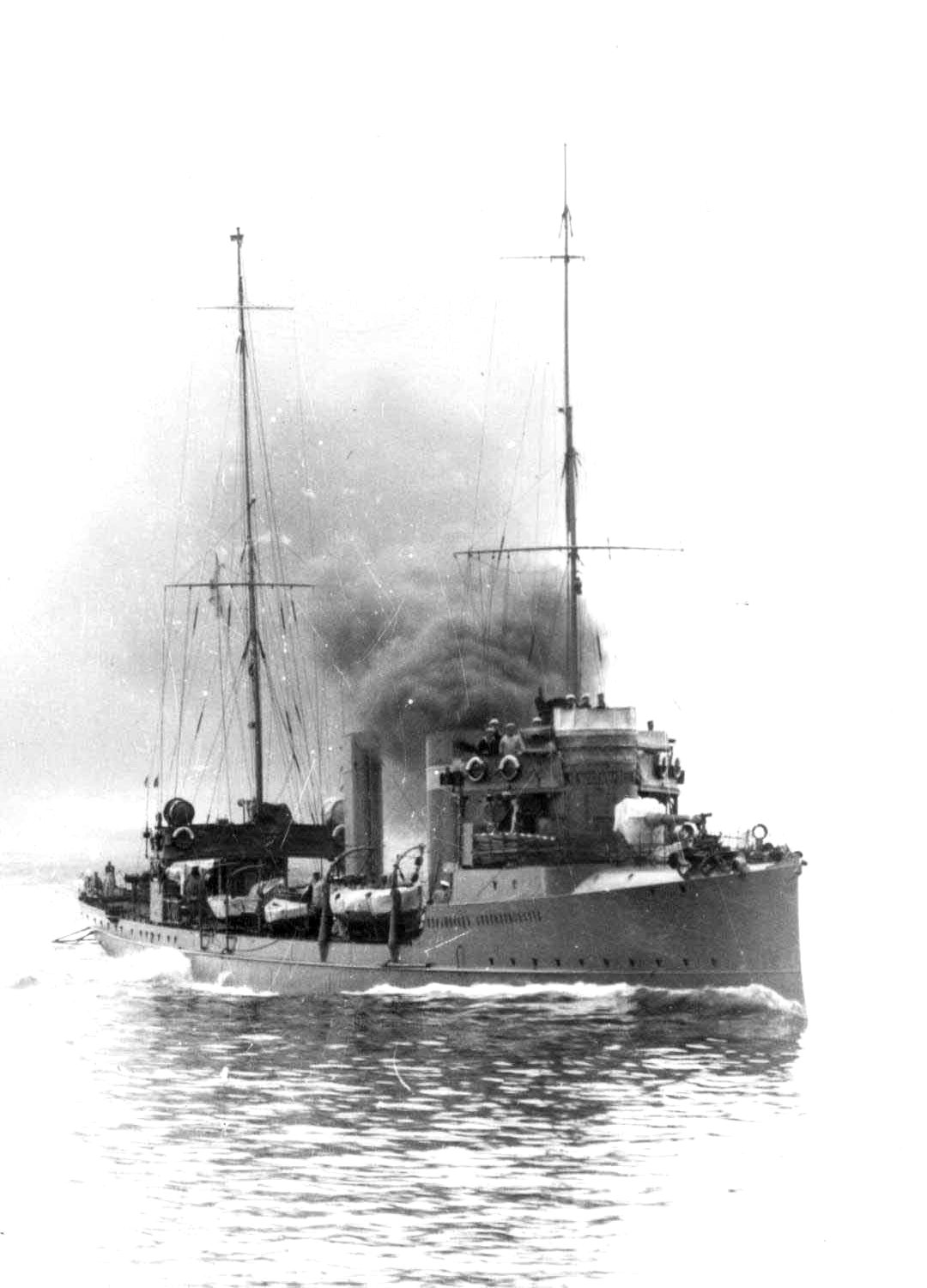
«Туркменець-Ставропольський»

### Корпус
Найбільша довжина мінних крейсерів 73,20 м, довжина між перпендикулярами 70 м, ширина найбільша 7,23 м.
Обшивка корпусу із сталевих листів товщиною на міделі близько 6 мм, в краях зменшується до 4 мм. Шпангоути 65 × 50 × 5 мм: в краях 55 × 45 × 5 мм. Відстань між ними 500 мм (крім машинного відділення). Бімси верхньої палуби 75 × 50 × 5 мм. Настил верхньої палуби від 7 мм до 4 мм. Дев'ять головних поперечних водонепроникних перегородок.
Їх основні недоліки вдалося ліквідувати в ході модернізацій. Остійність кораблів типу «Украйна» підвищили за рахунок укладання в трюмах 35 т твердого баласту.

### Енергетична установка

#### Головна енергетична установка
Чотири водотрубних котли системи Нормана. Робочий тиск пари 16 атмосфер. Загальна нагрівальна поверхня всіх котлів 1340 м². Загальна поверхня колосникових решіток 22,2 м². Живлення котлів автоматичне, 4 донками, з підігрівачів, через фільтри. Є запас живильної води: в носовій цистерні 3,9 т, в машинному відділенні 2,5 т. Для питної води є запас у різних відділеннях 3,9 т. У машинному відділенні опріснювач на 3 тонни питної води на добу. Дві 4-циліндрові парові машини потрійного розширення. Діаметри циліндрів високого тиску 530 мм, середнього тисків 850 мм, два низького тиску 860 мм. Хід поршня 450 мм. Число оборотів в хвилину передбачалося 350. При цьому загальна потужністю близько 6200 л. с.
Гвинти з марганцевистої бронзи, трилопатеві, діаметром 2800 мм і з шагом 2630 мм.
Холодильник поверхневий, з окремою циркуляційною помпою. Запас вугілля для випробування 50 тонн; найбільша кількість вугілля, що вміщується у вугільних ямах — близько 130 тонн.

#### Електрика
Електроенергію кораблям забезпечували дві динамо-машини загальною потужністю 32 к Вт, напругою 105 вольт. Два прожектори по 60 сантиметрів.

### Озброєння
Дві 75-мм гармати, чотири 57-мм гармати, два кулемети і 4 тумби до них. На перших 4 мінних крейсерах побудови 1904/5 року стояли 3 мінних апарати (один подвійний і один одинарний), на 4 останніх — два одиночних апарати діаметром 457 мм. Перші чотири мали 381 мм торпедні апарати в яких використовувалися торпеди зразка 1898 року. Торпеди мали такі характеристики: калібр — 381 мм; довжина — 5,18 м; маса — 430 кг; заряд — 64 кг піроксиліну; дальність ходу — 550 м на швидкості 28,5 вузлів і 915 м на швидкості 25 вузлів.
У 1909—1910 роках замість 75-мм і 57-мм гармат на всіх балтійських «добровольцях» встановили по дві новітні 102-мм гармати Обухівського заводу з довжиною ствола в 60 калібрів.

## Екіпаж
88 осіб, у тому числі 5 офіцерів і 3 кондуктори. Житлові приміщення розраховані на 80 осіб команди, 3 кондуктори, 6 офіцерів, одного командира.

## Представники

«Украйна»

«Украйна»

| Назва                        | Закладено   | Спуск             | В строю        | Флот | Статус                             |
| ---------------------------- | ----------- | ----------------- | -------------- | ---- | ---------------------------------- |
| «Украйна»                    | ?           | 21 вересня 1904   | 5 травня 1905  | БФ   | Виключений зі списків в 1949 році. |
| «Войськовий»                 | ?           | 13 листопада 1904 | 3 червня 1905  | БФ   | Виключений зі списків в 1949 році. |
| «Туркменець-Ставропольський» | ?           | 5 лютого 1905     | 28 червня 1905 | БФ   | Виключений зі списків в 1949 році. |
| «Казанець»                   | ?           | 28 квітня 1905    | 3 травня 1906  | БФ   | Виключений зі списків в 1916 році. |
| «Стерегущий»                 | липень 1904 | 21 червня 1905    | 4 травня 1906  | БФ   | Виключений зі списків в 1924 році. |
| «Страшний»                   | липень 1904 | 23 грудня 1905    | 9 травня 1906  | БФ   | Виключений зі списків в 1924 році. |
| «Донський козак»             | липень 1904 | 25 лютого 1906    | 6 липня 1906   | БФ   | Виключений зі списків в 1924 році. |
| «Забайкалець»                | липень 1904 | 14 квітня 1906    | 19 липня 1906  | БФ   | Виключений зі списків в 1923 році. |